# Galanura agnieskae
Galanura agnieskae is een springstaartensoort uit de familie van de Neanuridae. De wetenschappelijke naam van de soort is voor het eerst geldig gepubliceerd in 2000 door Smolis.